# Prestigiul (film)
Prestigiul (în engleză The Prestige) este un film american/britanic din 2006 regizat de Christopher Nolan, cu scenariul adaptat după romanul scriitorului Christopher Priest din 1995, care a câștigat Premiul World Fantasy, cu titlul roman cu același nume. Povestirea îi prezintă pe Robert Angier și Alfred Borden, magicieni rivali pe scena din Londra, la începutul secolului al XX-lea. Obsedat de crearea celui mai bun act de iluzionism, ei se află mereu în competiție, iar acest lucru duce la rezultate tragice.
Filmul îi are ca protagoniști pe Hugh Jackman ca Robert Angier, Christian Bale ca Alfred Borden și David Bowie ca Nikola Tesla. Apar și Michael Caine, Scarlett Johansson, Piper Perabo, Andy Serkis și Rebecca Hall. Filmul îl reunește pe Nolan cu actorii Bale și Caine din Batman Begins și pe operatorul de imagine Wally Pfister, proiectantul de producție Nathan Crowley, compozitorul coloanei sonore David Julyan și editorul Lee Smith.
Romanul epistolar scris de Priest a fost adaptat pentru ecran de Nolan și fratele său, Jonathan Nolan, folosind structura narativă nelineară distinctivă a lui Nolan. Teme ca dualitatea, obsesia, sacrificiul și caracterul ascuns străbat conflictul. Filmul a fost lansat la 20 octombrie 2006, primind recenzii pozitive și fiind un succes în vânzări de bilete și a obținut nominalizări la premiile Academiei pentru cea mai bună imagine și cele mai bune decoruri. Alături de Iluzionistul și Scoop, Prestigiul a fost unul dintre cele trei filme din 2006 care au explorat lumea magicienilor de pe scenă.

## Rezumat
Alfred Borden (Christian Bale) și Robert Angier (Hugh Jackman) sunt asociați cu Milton Magicianul (Ricky Jay), iar Cutter (Michael Caine) este inginerul iluzionist. Soția lui Angier, Julia (Piper Perabo), se îneacă în timp ce interpretează o evadare dintr-o situație neplăcută dintr-o celulă chinezească de tortură sub apă, iar Angier bănuiește că Borden i-a legat încheietura mâinilor cu un nod nou, despre care i-a vorbit lui Cutter înainte; un nod pe care ea nu îl poate desface, unul mai greu decât cele obișnuite. La înmormântare, Borden îl înfurie pe Angier spunând că nu știe ce fel de nod a legat.
Cei doi bărbați își încep cariera separat ca magicieni; Borden devine "Profesorul" și angajează un inginer pe nume Fallon, în timp ce Angier urcă pe scenă ca "Marele Danton", avându-i pe Cutter și Olivia (Scarlett Johansson) ca asistenți. În timpul unei ședințe de magie de salon, Borden o întâlnește pe Sarah (Rebecca Hall); ei se căsătoresc și au o fiică, Jess. Sarah se simte neliniștită din cauza nestatorniciei aparente a lui Borden; ea vrea să știe dacă el o iubește sau nu. În timpul unui spectacol al lui Borden de prindere a glonțului, Angier apare deghizat și îi cere iarăși să îi spună ce nod a folosit. Borden și Fallon își dau seama imediat că Angier îl va împușca pe Borden cu o armă încărcată. În ultima secundă, Fallon intervine, iar glonțul taie două dintre degetele lui Borden în loc de a-l ucide. Mai târziu, Borden deghizat sabotează spectacolul lui Angier având ca temă iluzia colivia de păsări care dispare, discreditând reputația lui Angier.
Borden uimește în curând publicul cu "Omul transportat", în care face să sară o minge pe scenă înainte de a ieși pe o ușă și a reapărea imediat printr-o a doua ușă, de partea cealaltă a scenei, pentru a prinde mingea. Noua iluzie îi uimește pe Angier și Olivia. Obsedat de ideea de a-l învinge pe Borden, Angier își angajează o dublură și îi fură lui Borden iluzia, cu puține modificări, sub denumirea "Noul om transportat". Dublura se bucură de aplauze, în timp ce Angier poate asculta aplauzele doar de sub scenă. Nefericit că a pierdut aplauzele și obsedat de a-și da seama cum reușește Borden să facă posibilă iluzia de teleportare, Angier o trimite pe Olivia să fure secretele lui Borden. Deși Olivia îi aduce lui Angier jurnalul încifrat al lui Borden, ea se îndrăgostește de Borden și îl înșală pe Angier, permițându-i lui Borden să saboteze numărul lui Angier și să îl facă pe Angier să fie șchiop de piciorul stâng în permanență. În schimb, Angier și Cutter îl iau prizonier pe Fallon și îl îngroapă de viu într-un sicriu, spunându-i lui Borden unde se află sicriul doar dacă le spune cum face iluzia aceea. Înainte de a se grăbi să îl scoată pe Fallon din pământ cât mai are aer, Borden îi spune lui Angier un cuvânt, "TESLA", și spune că nu este numai cheia pentru cifrul mutării din carnețelul lui Borden (pe care i l-a adus Olivia lui Angier), ci și cheia iluziei.
Angier merge în Colorado Springs să-l întâlnească pe Nikola Tesla (David Bowie) și să afle secretul iluziei lui Borden. Tesla construiește o mașină de teleportare asemănătoare unui transmițător amplificat, însă mecanismul inițial nu funcționează. Angier află din carnețelul lui Borden că a fost păcălit. Simțindu-se înșelat, el se întoarce la Tesla, dar descoperă că mașina creează și teleportează o dublură a oricărui obiect care este așezat în interiorul ei. Faptul că Tesla îi făcea concurență lui Thomas Edison îl forțează pe Tesla să plece din Colorado Springs imediat după aceea, însă îi lasă lui Angier o variantă îmbunătățită a mașinii. Într-o scrisoare, totuși, el îl avertizează pe Angier că e mai bine să o distrugă.
Relația lui Borden cu Olivia o afectează pe Sarah, făcând-o să devină alcoolică. Comportamentul lui Borden aparent schimbător și bănuiala lui Sarah că există o relație extramaritală între Borden și Olivia o fac pe Sarah să se spânzure. Angier se întoarce la Londra pentru a da o serie de 100 de spectacole cu noul său număr, "Adevăratul om transportat". El insistă că trebuie să rămână Cutter în prim plan pe scenă pentru aceste spectacole și că numai cei care nu pot da spectacole trebuie să ajute în spatele scenei. În noua iluzie, Angier dispare sub arcuri imense de electricitate și se "teleportează" imediat la 50 de iarzi de scenă, în balcon. Borden este uimit, dar vede o ușă camuflată. După spectacol, într-o seară, Fallon îi urmează pe cei care muncesc în spatele scenei lui Angier. Ei mută un imens bazin tăinuit în cealaltă parte a orașului, într-o clădire abandonată. Borden asistă iarăși la un spectacol dat de Angier. El se strecoară în spatele scenei și descoperă un bazin încuiat, în interiorul căruia Angier se îneca. Borden încearcă să îl salveze, dar Angier moare înecat. Cutter îl prinde pe Borden, care este declarat vinovat de crimă, pe baza unor dovezi adiționale și condamnat la spânzurătoare. La închisoare, Borden citește jurnalul lui Angier din Colorado, care i se adresează direct, cu urări de a putrezi la închisoare pentru că l-a ucis. Jess va fi lăsată în grija statului dacă Borden nu dezvăluie secretul iluziei sale unui anumit Lord Caldlow. El este forțat să cedeze, însă refuză să dezvăluie totul dacă nu o vede pe Jess înainte de execuție. Când Lordul Caldlow îl vizitează împreună cu Jess, Borden își dă seama că este Angier. Învins, Borden îi dă un bilet care conține secretul iluziei originale Omul transportat, dar Angier o rupe fără să o citească. Cutter îl întâlnește pe acel lord și vede că este Angier. Apoi Cutter își dă apoi seama de prețul aspru al obsesiei lui Angier când vede că a adoptat-o pe Jess. Cutter este furios pentru că el a fost cel care l-a înșelat indirect pe Borden, care apoi este spânzurat pentru crima pe care se presupunea că a comis-o.
Cutter îl însoțește pe Angier într-o clădire abandonată în care sunt depozitate bazine de apă și îl ajută să așeze acolo mașina de teleportare. Cutter pleacă dezgustat, observând liniștit că a sosit Borden, care îl împușcă pe Angier. Borden dezvăluie faptul că el și "Fallon" erau gemeni identici și au trăit ca un singur individ, alternând porțiuni din viață, după nevoie: un geamăn iubind-o pe Sarah și celălalt iubind-o pe Olivia. Pentru iluzia originală, un geamăn a jucat rolul dublurii. Ei erau atât de hotărâți să facă iluzia perfectă, încât unul dintre ei i-a amputat celuilalt geamăn două degete pentru a avea aceeași rană ca fratele său; ei au suferit pierderea lui Sarah ca un rezultat al dedicării lor totale pentru perfecțiunea iluziei. În mod asemănător, porțiuni de amintiri dezvăluie metoda lui Angier: de fiecare dată când el dispărea, în timpul iluziei, mașina crea o dublură, un Angier cădea printr-o ușă ascunsă, într-un bazin încuiat și se îneca, iar un alt Angier se apărea pe balcon. Fiecare bazin conține în depozit o dublură a lui Angier care s-a înecat de fiecare dată când a făcut acel truc. Înainte de a pleca, Borden privește rândul lung de bazine care conțin dublurile moarte și apoi îl părăsește pe Angier mort în timp ce un foc izbucnește și arde complet clădirea. Borden este iarăși alături de fiica sa, Jess.

## Distribuție
- Hugh Jackman - Robert Angier / Marele Danton, un magician aristocrat, cu un talent deosebit pe scenă. După ce a citit scenariul, Jackman a spus că vrea să joace rolul lui Robert Angier. Christopher Nolan a descoperit că Jackman era interesat de acest scenariu și după ce s-a întâlnit cu el, a observat că Jackman are calitățile necesare pentru a organiza spectacole, așa cum căuta Nolan pentru rolul lui Angier. Nolan a explicat că Angier are "o înțelegere minunată a interacțiunii dintre artist și public", o calitate pe care credea că o are și Jackman. Nolan a spus că "[Jackman] are o profunzime uriașă ca actor care nu a fost încă explorată. Oamenii nu au avut încă ocazia de a vedea cu adevărat ce poate face el ca actor și acest personaj îi va permite să arate ce poate."[2] Jackman a avut ca bază pentru modul în care l-a interpretat pe Angier pe magicianul american din anii 1950, Channing Pollock.[3]

- Christian Bale - Alfred Borden / Profesorul, un magician din clasa muncitoare, care înțelege ceea ce înseamnă magia. Christian Bale și-a exprimat interesul pentru a interpreta rolul lui Alfred Borden și a fost distribuit după Jackman. Deși Nolan l-a ales anterior pe Bale ca Batman în Batman Begins, el nu l-a luat în considerare pe Bale pentru rol până când Bale l-a sunat să îl întrebe de scenariu. Nolan a spus că Bale era "perfect potrivit" pentru rolul lui Borden și era "de neconceput" că altcineva ar putea juca rolul acela.[2] Nolan a afirmat că este "grozav să muncești cu el", căci "ia foarte mult în serios ceea ce face".[4] Nolan a sugerat actorilor să nu citească cartea, însă Bale nu a luat în seamă sfatul lui.[5]
- Michael Caine - John Cutter, inginerul de scenă care lucrează pentru Angier. Caine colaborase anterior cu Nolan și Bale la Batman Begins, în care el a jucat rolul lui Alfred Pennyworth, majordomul familiei Wayne. Nolan a spus că deși părea că personajul lui Cutter a fost scris pentru Caine, nu a fost așa. Nolan a observat că personajul "a fost scris înainte ca eu să îl întâlnesc".[2] Caine l-a descris pe Cutter ca fiind "un profesor, un tată și un ghid pentru Angier". Caine, încercând să creeze portretul nuanțat al lui Cutter, i-a modificat vocea și ținuta. Nolan a spus mai târziu că "personajul lui Michael Caine chiar devine un fel de inimă a filmului. El are o căldură și emoții minunate, care te atrag în poveste și îți permit să ai un punct de vedere personal asupra acestor personaje fără să le judeci prea aspru."[6]
- Rebecca Hall -  Sarah Borden, soția lui Borden. Hall a trebuit să își schimbe domiciliul din nordul Londrei în Los Angeles, pentru filmări, deși în mod ironic, acțiunea filmului se desfășoară în nordul Londrei. Hall a spus că "a fost norocoasă că a jucat [în film]".[7]
- Scarlett Johansson - Olivia Wenscombe, asistenta lui Angier și iubita lui Borden. Nolan a spus că a fost "foarte dornic" să o distribuie pe Johansson în acest rol, iar când s-a întâlnit cu ea să discute, "ei i-a plăcut mult personajul".[2] Johansson a lăudat metodele lui Nolan de a regiza, spunând că "i-a plăcut mult să lucreze [cu el]"; el era "incredibil de concentrat, antrenat și implicat, se implica într-adevăr în fiecare aspect al spectacolului."[8]
- David Bowie - Nikola Tesla, inventatorul real care creează un mecanism pentru Angier. Pentru rolul lui Nikola Tesla, Nolan a căutat pe cineva care nu era neapărat o vedetă de film, dar era "extraordinar de carismatic". Nolan a spus că "David Bowie a fost singurul tip la care m-am gândit pentru interpretarea rolului lui Tesla deoarece joacă un rol mărunt în povestire, dar totuși foarte important".[2] Nolan a luat legătura cu David Bowie, care, inițial, refuzase rolul. Fiind un fan de o viață al muzicii sale, Nolan a zburat la New York pentru a-i acorda lui Bowie rolul în persoană, spunându-i că nimeni altcineva nu poate juca acel rol;[9] Bowie a acceptat rolul în câteva minute.[2]
- Piper Perabo - Julia McCullough, soția lui Angier.
- Andy Serkis - Dl. Alley, asistentul lui Tesla. Serkis a spus că a jucat acest rol în ideea că a fost "cândva un om dintr-o corporație care a fost entuziamat de un rebel, Tesla, astfel încât a renunțat la tot și l-a susținut pe rebel". Serkis își descrie personajul ca fiind "portar", un "escroc" și "o imagine în oglindă a personajului interpretat de Michael Caine". Serkis, un mare fan al lui Bowie, a spus că a fost plăcut să lucreze cu el și l-a descris ca fiind "fără foarte multe pretenții, cu picioarele pe pământ... foarte relaxat și amuzant."[10]
- Ricky Jay - "Milton Magicianul", un magician în vârstă, cu care Borden și Angier lucrează la începutul povestirii. Jay, un reputat magician american, și Michael Weber i-au pregătit pe Jackman și Bale pentru rolurile lor cu instrucțiuni scurte în diferite iluzii scenice. Magicienii le-au dat actorilor puține informații, permițându-le să știe atât cât să poată juca scenele.[5]

## Producție

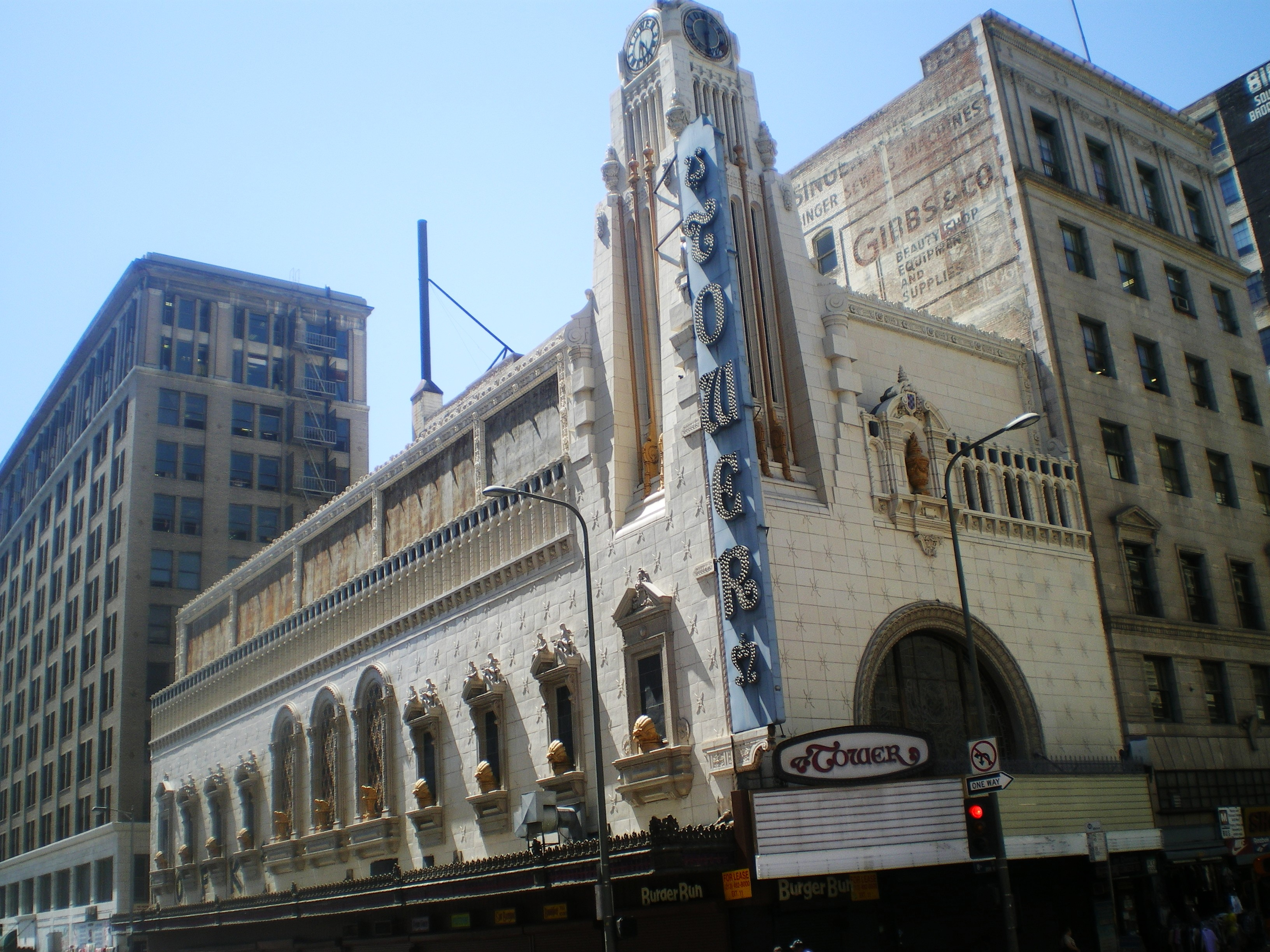
Istoricul Tower Theatre din Los Angeles a fost folosit ca locație pentru Teatrul Pantages din Londra

Producătorul și regizorii Julian Jarrold și Sam Mendes l-au abordat pe Christopher Priest pentru adaptarea romanului său Prestigiul. Priest a fost impresionat de filmele lui Nolan, Ce urmează (film) și Amintire (film) și, mai târziu, producătorul Valerie Dean a adus cartea în atenția lui Christopher Nolan. În octombrie 2000, Christopher Nolan a călătorit în Marea Britanie pentru a face reclamă la Memento la Newmarket Films, deoarece i-a fost greu să găsească un distribuitor în Statele Unite ale Americii. Pe când se afla în Londra, Christopher Nolan a citit cartea lui Priest și i-a povestit-o fratelui său când se plimbau prin Highgate (un loc în care mai târziu are loc scena răscumpărării inginerului lui Borden de către Angier în Cimitirul Highgate). Procesul de dezvoltare pentru Prestigiul a început ca o repetiție a colaborării lor anterioare: Jonathan Nolan i-a prezentat povestea inițială pentru Memento fratelui său în timpul unei excursii.  
Un an mai târziu, drepturile de opțiune pentru carte au devenit accesibile și au fost achiziționate de Aaron Ryder de la Newmarket Films. Spre sfârșitul anului 2001, Christopher Nolan a fost ocupat cu post-producția filmului Insomnia și i-a cerut lui Jonathan Nolan să îl ajute la scenariu. Procesul de scriere a fost o colaborare lungă între frații Nolan, care a avut loc cu întreruperi pe o perioadă de cinci ani. În scenariu, frații Nolan au accentuat magia povestirii prin nararea dramatică, descriind scena magică. Structura dramatică a scenariului a fost structurată intenționat în jurul celor trei elemente ale iluziei din film: angajamentul, transformarea și prestigiul. "A durat mult până când ne-am dat seama cum să găsim versiuni cinematice ale procedeelor literare care determină intriga povestirii", a declarat Christopher Nolan pentru revista Variety. "Punctele de vedere schimbătoare, ideea unui jurnal în interiorul altui jurnal și povestirea în ramă. Găsirea unor echivalente cinematice ale acestor procedee literare a fost foarte dificilă." Deși filmul adoptă ca tematică ceea ce este în roman, două schimbări majore au fost făcute în structura conflictului în timpul procesului de adaptare: conflictul spiritualist al filmului a fost eliminat, iar povestirea modernă în ramă a fost înlocuită cu scena în care Borden așteaptă să fie spânzurat. Priest a aprobat adaptarea, descriind-o ca fiind "un scenariu extraordinar și strălucitor, o adaptare fascinantă a romanului meu".

## Recenzii
Touchstone a optat să grăbească data de lansare cu o săptămână, de la 27 octombrie  la 20 octombrie 2006. Filmul a adus încasări de 14.801.808 dolari în primul weekend în Statele Unite, debutând direct pe locul 1. El a adus încasări de 53 milioane dolari pe plan intern și de peste 109 milioane dolari la nivel mondial. Filmul a primit nominalizări pentru Premiul Oscar pentru cele mai bune decoruri și Premiul Oscar pentru cea mai bună imagine, precum și o nominalizare pentru Premiul Hugo pentru cea mai bună prezentare dramatică în 2007.
Prestigiul a primit, în general, recenzii favorabile din partea criticilor de film , cu un consens general că acesta era plin de intrigi care provocau privitorul. Rotten Tomatoes a raportat că 75% din criticii de film au dat comentarii pozitive, cu o scor mediu de 7.1/10, bazat pe un eșantion de 179 de recenzii. Situl Metacritic, care atribuie un rating normalizat din 100 de comentarii ale criticilor, dă filmului un scor mediu de 66, bazat pe 36 opinii. Claudia Puig de la USA Today a descris filmul ca fiind "unul dintre cele mai inovatoare, întortocheate și întoarse filme de artă din ultimul deceniu." Drew McWeeny a dat filmului o recenzie strălucitoare, declarând că acesta necesită o vizionare repetată , cu care a fost de acord și Peter Travers de la Rolling Stone. Richard Roeper și criticul invitat A.O. Scott au dat filmului "două degete în sus".
Todd Gilchrist de la IGN a aplaudat interpretările lui Bale și Jackman, în timp ce l-a lăusat pe Nolan pentru că a făcut "această poveste complexă ușor de înțeles și eficace." Criticul de film Tom Charity de la CNN.com și Village Voice a listat filmul printre cele mai bune filme ale anului 2006. Philip French de la The Observer a recomandat filmul, comparând rivalitatea dintre cele două personaje principale cu cea dintre Mozart și Salieri din extrem de apreciatul Amadeus.
Pe de altă parte, Dennis Harvey de la Variety a criticat filmul ca ínșelător, deși el a simțit că actorii și-au jucat bine rolurile. Kirk Honeycutt de la The Hollywood Reporter a simțit că personajele "sunt puțin mai mult decât schițe.. Scoateți obsesiile lor, iar cei doi magicieni au puțină personalitate". Cu toate acestea, cei doi critici au lăudat interpretarea lui David Bowie în rolul Tesla, precum și valorile de producție și cinematografice.
Roger Ebert a dat filmului trei stele din patru; el a descris revelația de la final ca un "defect fundamental" și o "înșelăciune". El a scris: "Angajamentul Prestigiului lui Nolan este faptul că filmul, fiind tăiat metaforic în două părți, va fi restaurat." R.J. Carter de la The Trades a afirmat: "Îmi place o pună poveste SF; doar să mi-o spui de la început." El a dat filmului ratingul B-.  Autorul Christopher Priest a văzut filmul de trei ori la 5 ianuarie 2007 și reacția sa a fost 'Incredibil'. Mă gândeam: 'Dumnezeule, îmi place' și 'Oh, îmi doresc să mă fi gândit la asta.'"